# Hagelpatroon

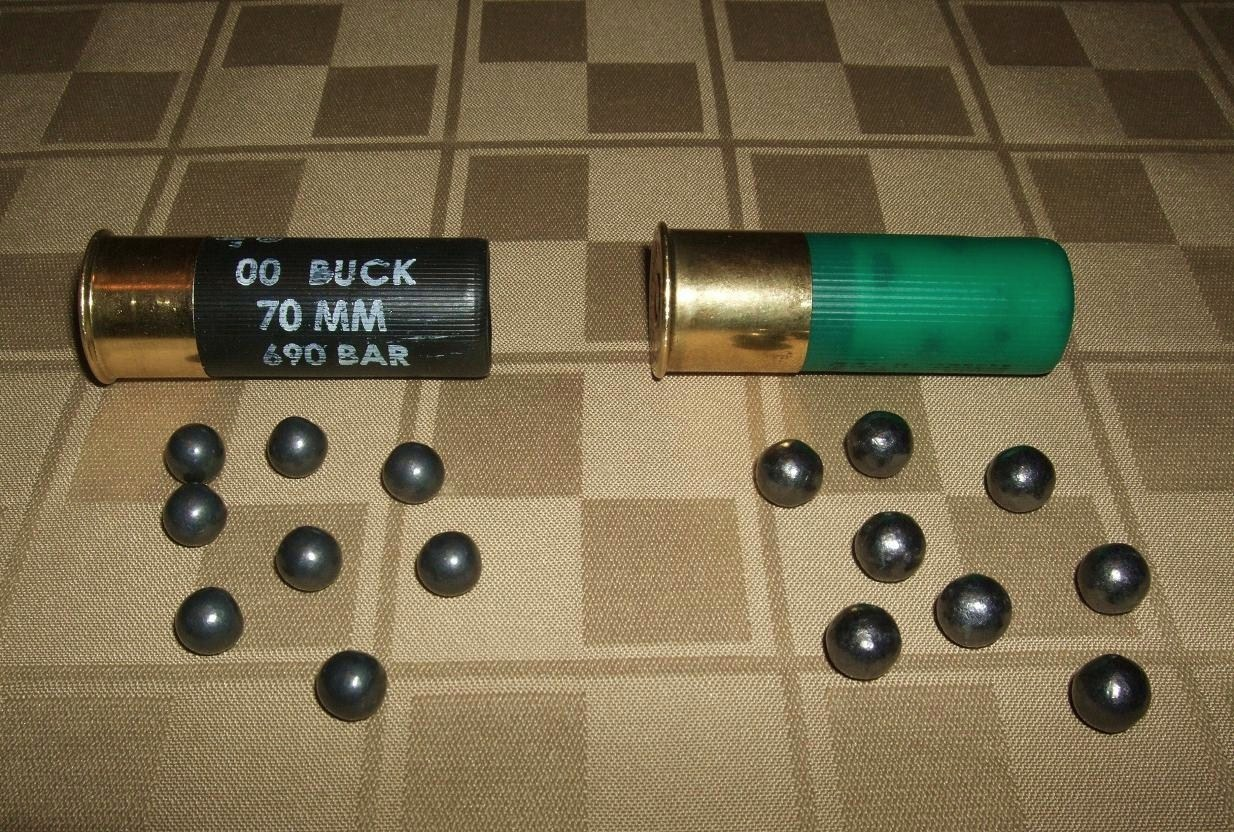
Hagelpatronen

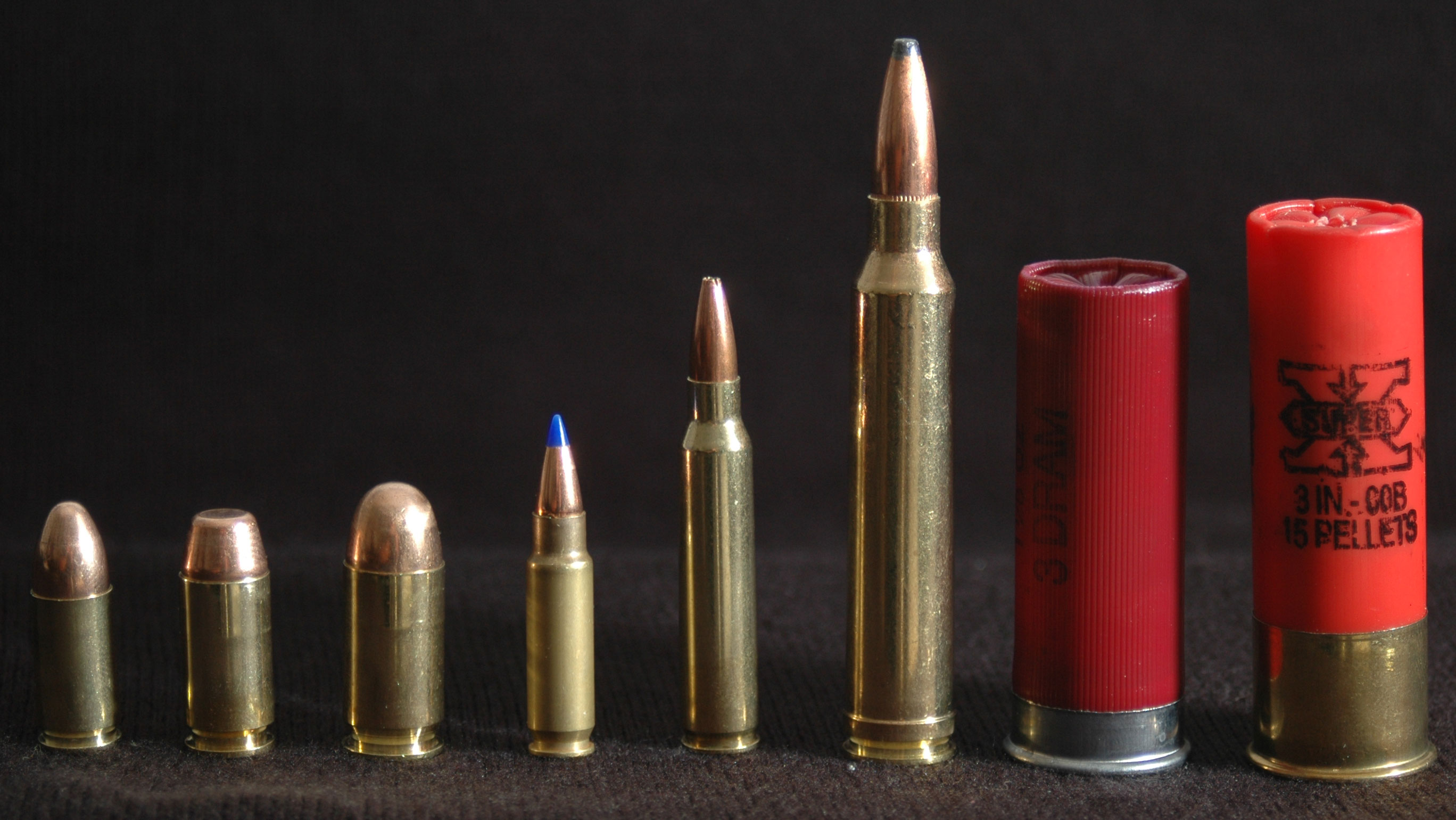
Diverse patronen, rechts twee standaard hagelpatronen

Een hagelpatroon is een patroon waar meer dan één kogel in zit.
Er zijn hagelpatronen die bestaan uit 9 hagelkorrels van 8 mm doorsnede (hagelnummer 00) tot hagelpatronen met ongeveer 350 hagelkorreltjes van 2 mm doorsnede (hagelnummer 9). De afmeting van de gebruikte hagelkorrels is geheel afhankelijk van de grootte en de soort van het wild of het doel van de sportschutter.
Hagelpatronen worden gebruikt in hagelgeweren.
Het gebruik van munitie voor jachtdoeleinden is wettelijk geregeld in het Vlaamse Gewest.